# Sauce moutarde
La sauce moutarde ou sauce à la moutarde est une préparation culinaire à base de moutarde. Il en existe plusieurs variantes : il peut s'agir d'un simple ajout de moutarde à une sauce hollandaise ou bien à une sauce blanche bouillante, ou encore d'une sauce émulsionnée à base de moutarde, de beurre, de fécule et d'eau.